# 母衣月山
母衣月山（ほろづきやま）は、北海道後志総合振興局の寿都町と島牧村にまたがる山である。標高は503m。月越山脈の最高峰である。

## 周辺環境
頂上付近はササ藪に覆われているが、頂上には一本だけイチイが生えている。山裾には法人の森があり、地元企業の寿都砕石が出資している。法人の森には天然ブナ林が広がっている。ちなみに、このブナ林は北限としてよく知られている黒松内町よりも北にある。またミズナラの大木があることでも知られる。法人の森には寿都湾を見渡す展望台が設けられており、地元町民の憩いの場となっている。法人の森には、寿都町字樽岸町より小川沿いの舗装道を入ったところにある樽岸林道を歩いて数十分。

## 登山ルート
地形図では登山ルートが複数書かれているが、現場には明瞭なルートはない。冬季に登るのが良いと思われる。寿都町字六条町より休止中の風力発電所に至る林道を使えば、途中までは車で登ることが出来る。